# Nyctimene wrightae
Nyctimene wrightae — вид рукокрилих з родини криланових. Вид названо на честь доктора Дебри Райт (англ. Debra Wright), директора Фонду охорони дикої природи.

## Опис
Відрізняється від усіх інших видів Nyctimeninae тим, що має найкоротшу середню довжину писочка відносно довжини черепа. Волосяний покрив мінливий, але типово коричневий на спині, сіро-коричневий навколо обличчя, і блідий черевний. Крила мають змінну білу (іноді жовту) й коричневу плямистість, характерні для підродини. Великі білі або жовті плями частіше трапляються на великих п'ястках крил. Особи сильно відрізняються за ступенем плямистості. Вид не демонструє послідовної закономірності статевого диморфізму в розмірах. Статевий диморфізм у кольорі більш виражений у репродуктивний сезон. Волосся центральної грудної клітки у самців біліше і яскравіше, ніж у самиць. Самці мають більш яскравий колір хутра, особливо на черевних боках, де є яскраві жовтувато-оранжеві плями, які розвиваються під час шлюбного сезону. Самиці загалом палевого коричневого кольору і, як правило, тьмяніші. Іноді трапляються й жовті морфи. Ці морфи мають жовте спинне та черевне хутро з бурими плямами на крилах та білими плямами на передпліччі та крилах.

## Середовище проживання
Поширений від низинного до гірського лісу Нової Гвінеї